# Specifična vrtilna hitrost
Specífična vrtílna hitróst je pojem iz teorije turbinskih strojev za nestisljive tekočine: turbine in črpalke. Veličina je izpeljana iz osnovnih kazalcev okoliščin, v katerih tak stroj deluje: tlačna razlika med vstopom in izstopom sredstva, pretočna količina in vrtilna hitrost.
Različne oblike vodnih turbin in črpalk so razvili zaradi različnih okoliščin uporabe. Najpomembnejši parametri so: tlak vode pred turbino (g.∆H), volumski pretok vode (Q) in predvidena vrtilna hitrost (n).  S pomočjo teorije podobnosti lahko strnemo tri vplivne parametre v en brezdimenzionalni kazalec: specifično vrtilno hitrost Ns:
{\displaystyle N_{s}={\frac {n{\sqrt {Q}}}{(gH)^{3/4}}}}
{\displaystyle N_{s}} - specifična vrtilna hitrost
{\displaystyle n} - vrtilna hitrost (število vrtljajev turbine) (1/s)
{\displaystyle Q} - volumski pretok (m³/s)
{\displaystyle H} - tlačna višina (razlika med nivojem zgornje vode in letgo turbine) (m)
{\displaystyle g} - gravitacijski pospešek(m/s²)
Uporabimo podatke za pretok in tlačno višino, pri kateri želimo doseči najboljši izkoristek, to je najpogostejše velikosti teh parametrov.
Pozor: nekatere definicije specifične vrtilne hitrosti ne vsebujejo zemeljskega pospeška. V tem primeru izraz ni brezdimenzionalen in se izračunane vrednosti razlikujejo glede na merske enote. V uporabi je tudi podobna definicija, ki se nanaša na specifično vrtilno hitrost v rad-1.
Kraut uporablja oznako ns:
{\displaystyle n_{q}={\frac {n{\sqrt {q}}_{v}}{(H)^{3/4}}}}
kjer ima {\displaystyle q_{v}} enak pomen kot {\displaystyle Q}.

## Primerjalna tabela oblik rotorjev turbin in črpalk
Tabela je uporabna za vodne turbine in vodne črpalke. Vodne turbine dosegajo višje izkoristke kot črpalke. Tudi velikost stroja vpliva na dosegljiv izkoristek, ta je pri večjih strojih višji.
| {\displaystyle n_{q}} (specifična vrtilna hitrost, vrt. na minuto) | Vrsta rotorja               | Oblika rotorja               | Maks. tlačna višina | Maks. izkoristek (za črpalke) |
| 7 – 30                                                             | Radialna turbina/črpalka    | Radialpumpe mit tiefem nq    | 800 m (bis 1200 m)  | 40 – 88 %                     |
| 50                                                                 | Radialna turbina/črpalka    | Radialpumpe mit mittlerem nq | 400 m               | 70 – 92 %                     |
| 100                                                                | Radialna turbina/črpalka    | Radialpumpe mit hohem nq     | 60 m                | 60 – 88 %                     |
| 135                                                                | Polaksialna turbina/črpalka | Halbaxialpumpe mit tiefem nq | 100 m               | 70 - 90 %                     |
| 160                                                                | Polaksialna turbina/črpalka | Halbaxialpumpe mit hohem nq  | 20 m                | 75 – 90 %                     |
| 160 – 400                                                          | Aksialna turbina/črpalka    | Axialpumpe                   | 2 – 15 m            | 70 – 88 %                     |

Raidalne in polradialne turbine imenujemo tudi Francisove, aksialne pa Kaplanove, oziroma v izvedbah za zelo nizke padce cevne turbine.
Peltonove turbine imajo povsem drugačno zasnovo (glej zgoraj), uporabne pa so za zelo nizke vrednosti {\displaystyle n_{q}}, do 10 vrt./minuto oziroma pri izvedbah z več šobami do 20 vrt./minuto.